# Stellitethya repens
Stellitethya repens är en svampdjursart som först beskrevs av Schmidt 1870.  Stellitethya repens ingår i släktet Stellitethya och familjen Tethyidae.
Artens utbredningsområde är Florida. Inga underarter finns listade i Catalogue of Life.